# Dejan Mumović
Dejan Mumović (* 5. Oktober 1993) ist ein ehemaliger bosnischer Biathlet und Skilangläufer.
Dejan Mumović startete für den Ski Klubb Romanija Pale. Zwischen 2010 in Torsby und 2013 in Obertilliach nahm er an vier Juniorenweltmeisterschaften teil. Dabei platzierte er sich bei all seinen Rennen – er startete jeweils in Einzel und Sprint – zwischen den Rängen 85 und 97. Bei den Juniorenweltmeisterschaften 2012 in Kontiolahti startete zudem eine bosnische Staffel, die allerdings nach dem Startläufer Mumović das Rennen aufgab. Von 2011 in Ridnaun bis 2013 in Bansko trat Mumović auch bei den Juniorenrennen der Biathlon-Europameisterschaften an und erreichte durchweg Platzierungen zwischen 52 und 64. 2013 in Forni Avoltri und 2014 in Tjumen startete er bei den Juniorenrennen der Sommerbiathlon-Weltmeisterschaften und erreichte Platzierungen um den 30. Rang in Sprint und Verfolgung.
Seine ersten Rennen bei den Männern bestritt Mumović 2009 in Ridnaun, wo er 157. eines Sprints wurde. Seine erste internationale Meisterschaft bei den Männern wurden die Biathlon-Europameisterschaften 2015 in Otepää. Mumović belegte die Plätze 96 im Einzel und 101 im Sprint. 2017 erreichte er als 74. im Einzel in Kontiolahti seine beste Platzierung in dieser Rennserie.
Im Skilanglauf trat Mumović von 2010 bis 2018 international an. Zumeist bestritt er bislang Rennen im Balkan-Cup und FIS-Rennen, 2014 auch Rennen im Rollerski-Weltcup.